# سینزبوریز

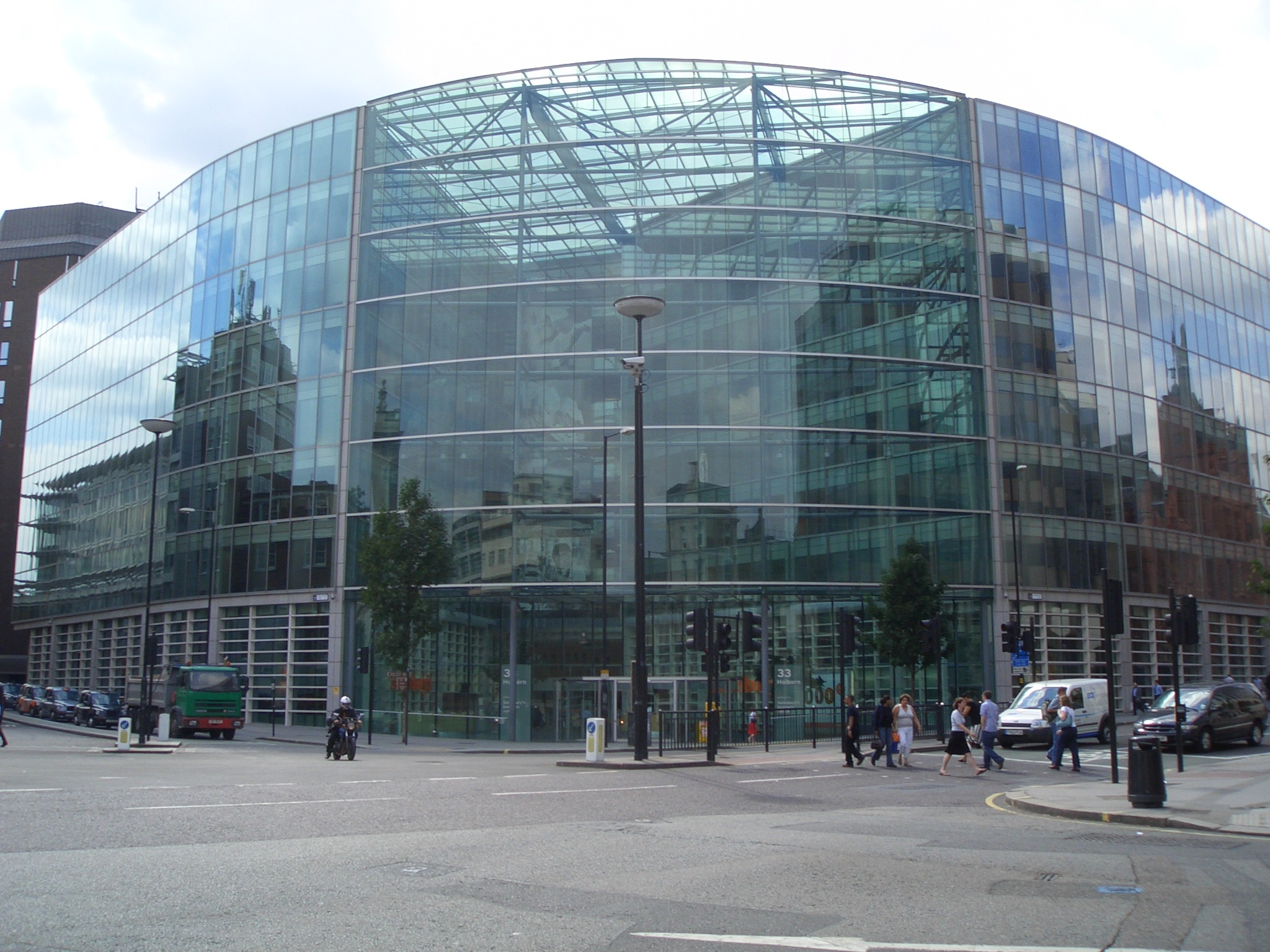
ساختمان مرکزی سینزبوریز در هول‌بورن، لندن

سینزبوریز (به انگلیسی: Sainsbury's) شرکت خرده‌فروشی بریتانیایی است، که با در اختیار داشتن ۱٫۰۱۶ شعبه، مالک سومین شبکه فروشگاه‌های زنجیره‌ای خرده‌فروشی در بریتانیا می‌باشد.
شرکت سینزبوریز در سال ۱۸۶۹ توسط جان جیمز سینزبوریز تأسیس شد و در بریتانیای عصر ویکتوریا، به‌سرعت پیشرفت کرد و تا سال ۱۹۲۲ به بزرگترین شرکت خرده‌فروشی در بریتانیا تبدیل شد.
این شرکت جایگاه خود را تا سال ۱۹۹۵ حفظ نمود و در این سال شرکت تسکو به‌عنوان بزرگترین خرده‌فروش بریتانیا مطرح شد و سینزبوریز در رتبه دوم قرار گرفت.
سال ۲۰۰۳ نوبت به شرکت آسدا (زیرمجموعه‌ای از بزرگترین خرده‌فروشی جهان؛ وال‌مارت) بود، که رتبه دومین خرده‌فروشی بریتانیا را از آن خود نماید. از ۲۰۰۳ تاکنون سینزبوریز همچنان در رتبه سوم از شرکت‌های خرده‌فروشی بریتانیا فعالیت می‌کند.
شرکت سینزبوریز در حال حاضر در زمینهٔ مدیریت بر هایپرمارکت‌ها، سوپرمارکت‌ها، سوپرسنترها و فروشگاه‌های زنجیره‌ای خرده‌فروشی فعالیت می‌کند.
دفتر مرکزی این شرکت در هول‌بورن، لندن سیتی، بریتانیا قرار دارد و بخشی از سهام آن در بازار بورس لندن معامله می‌شود. سهامداران اصلی سینزبوریز شامل خانواده سینزبوریز با (۴٫۹۹٪) و سازمان سرمایه‌گذاری قطر (۲۵٫۹۹٪) می‌باشند.

## نگارخانه

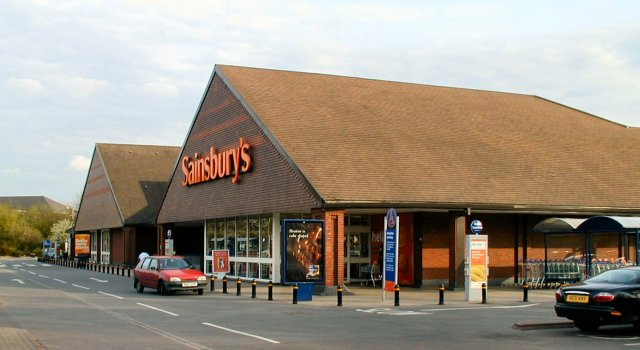
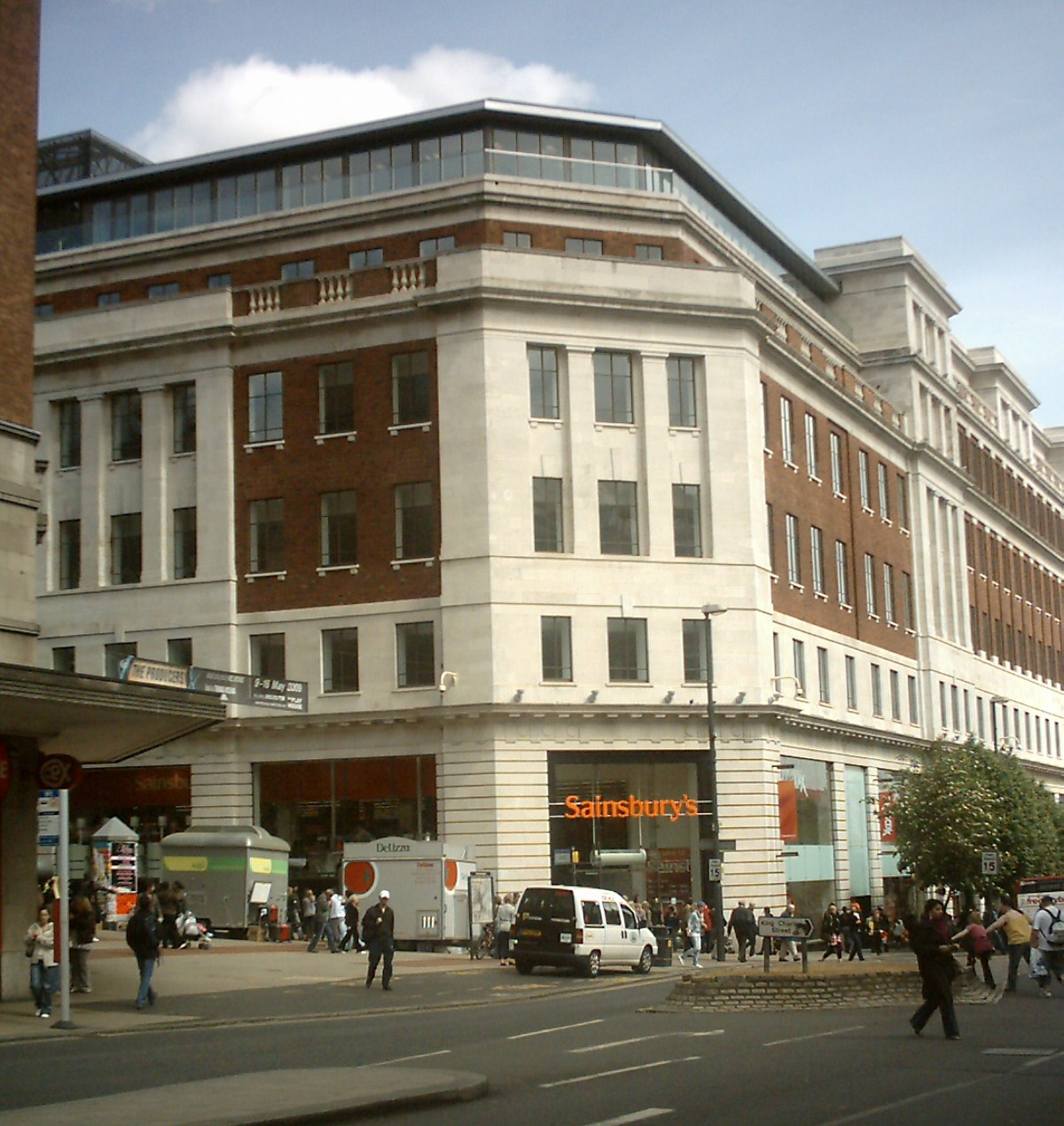
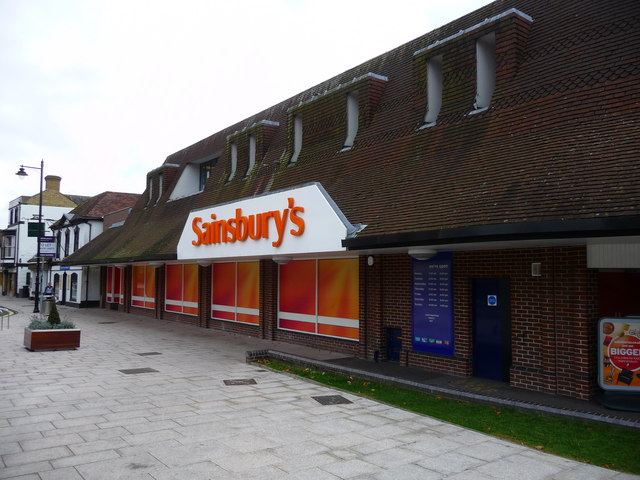
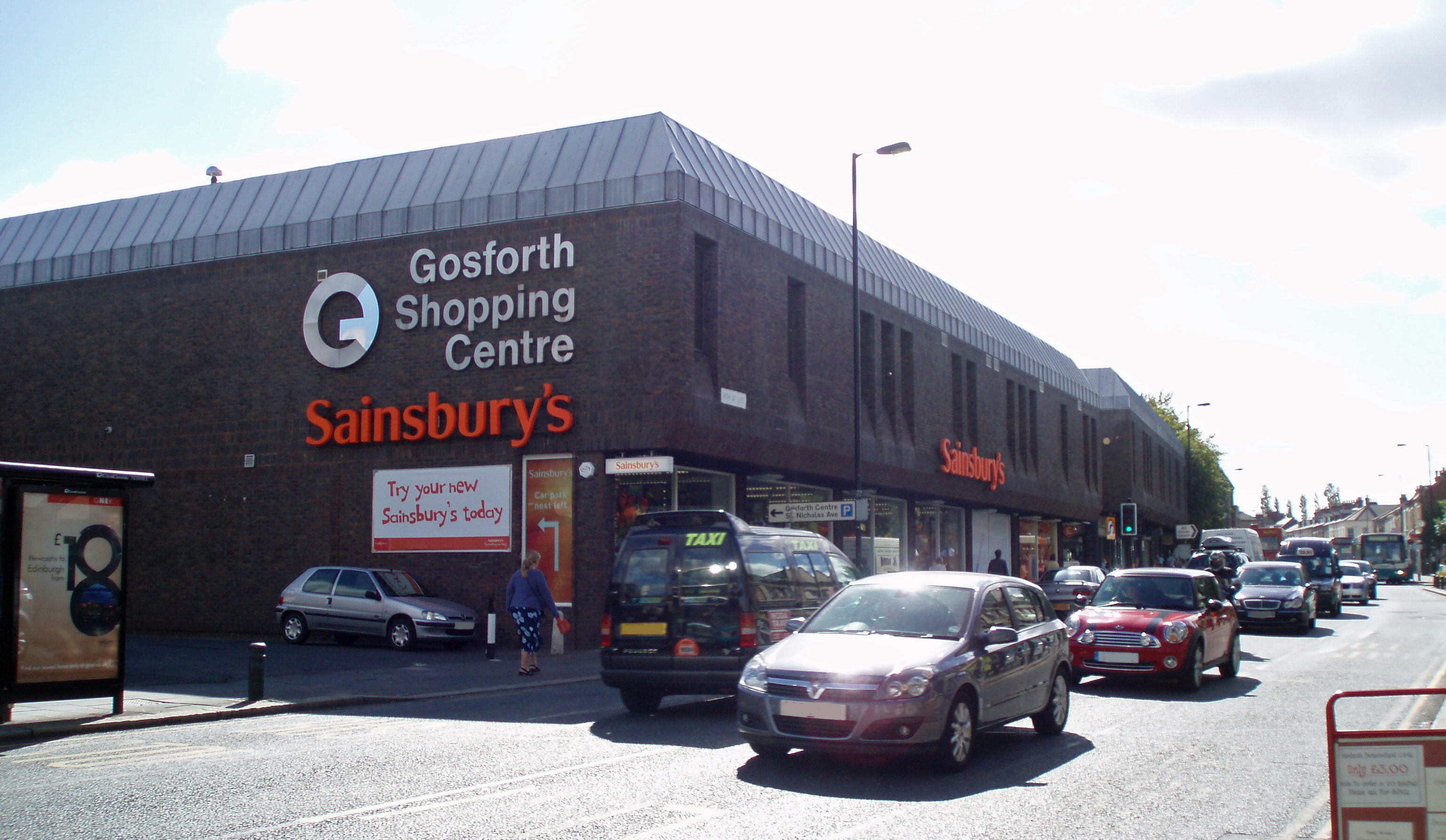
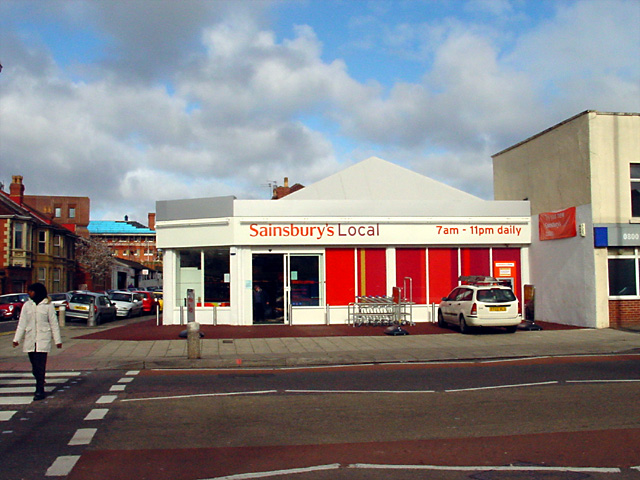
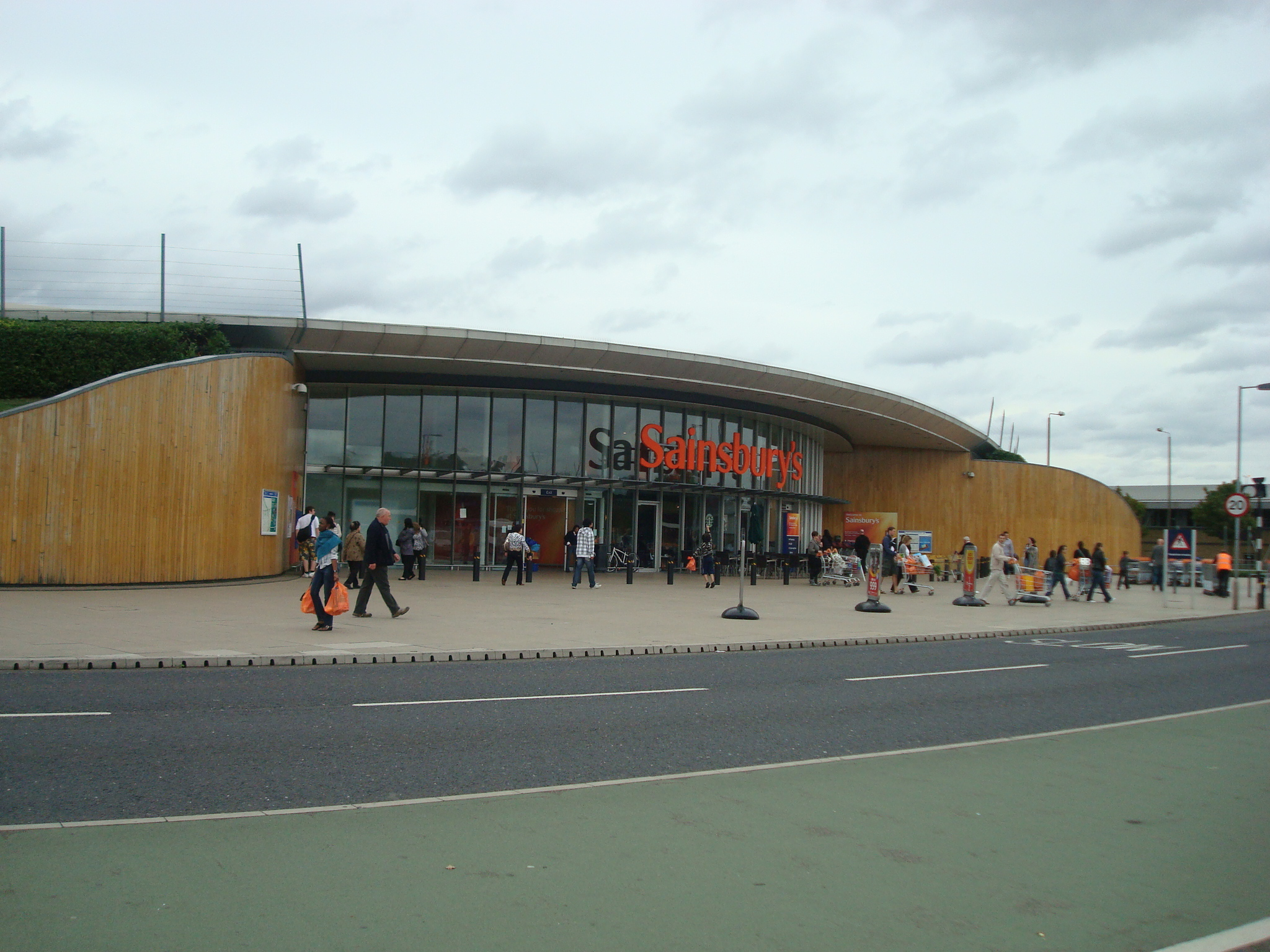
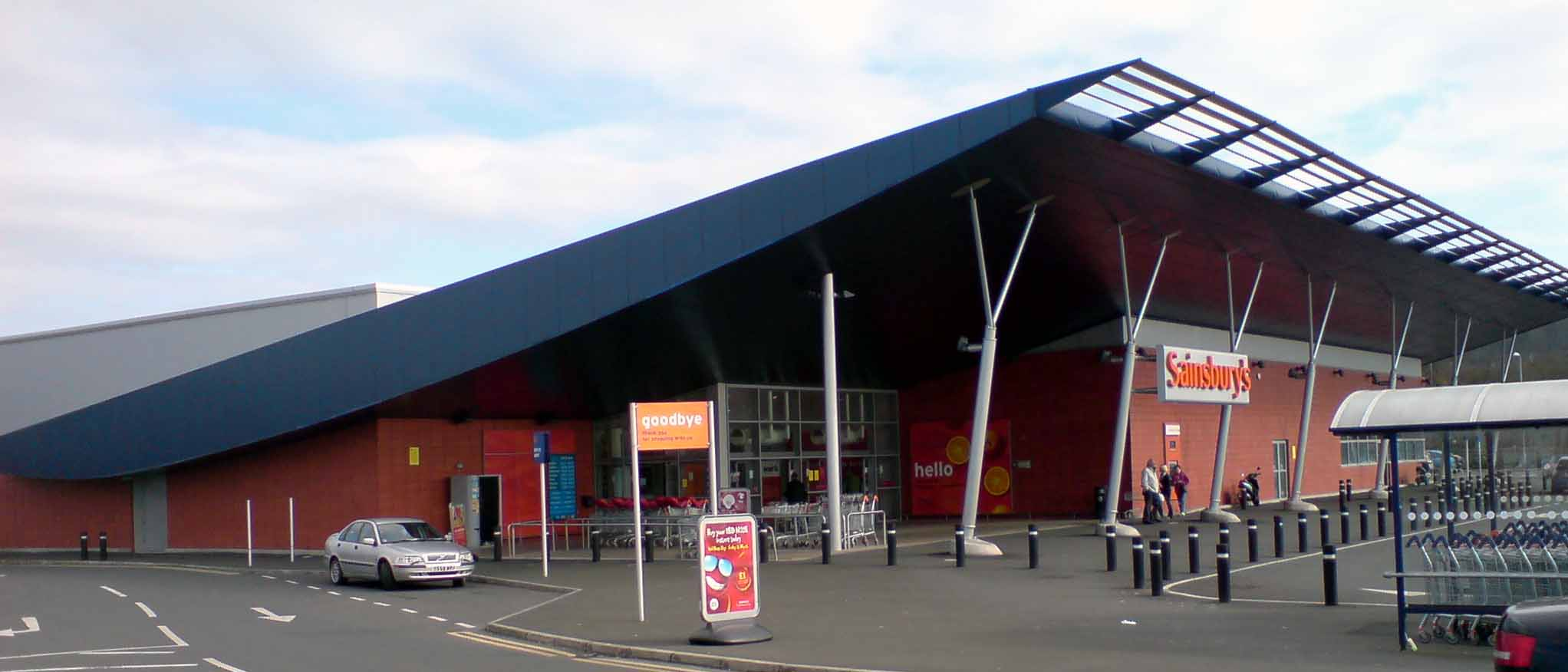
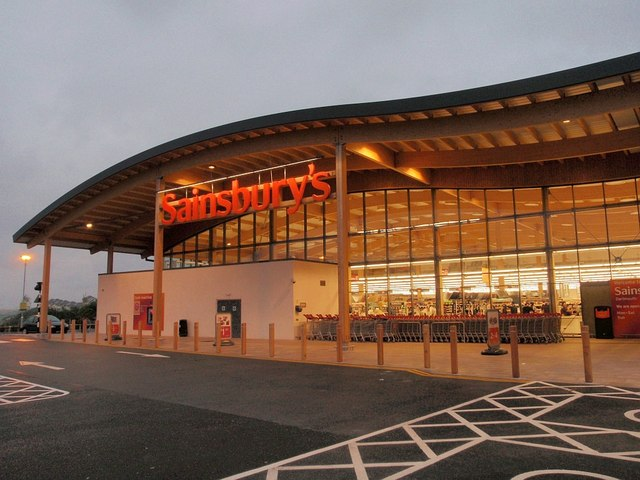
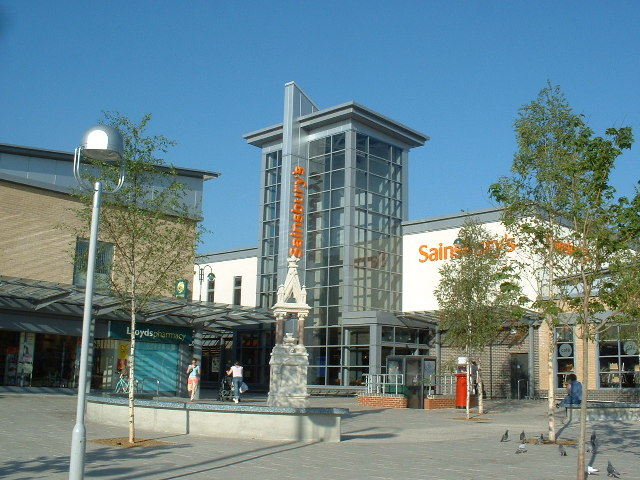
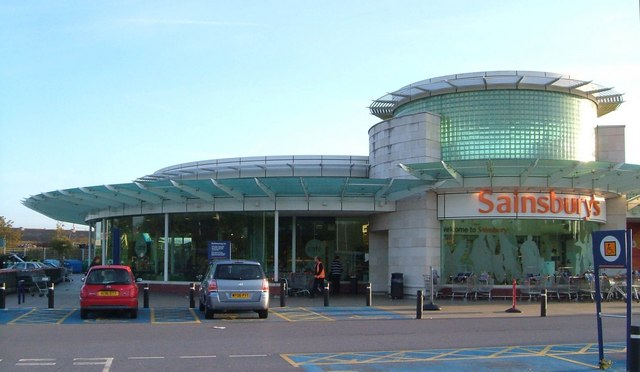
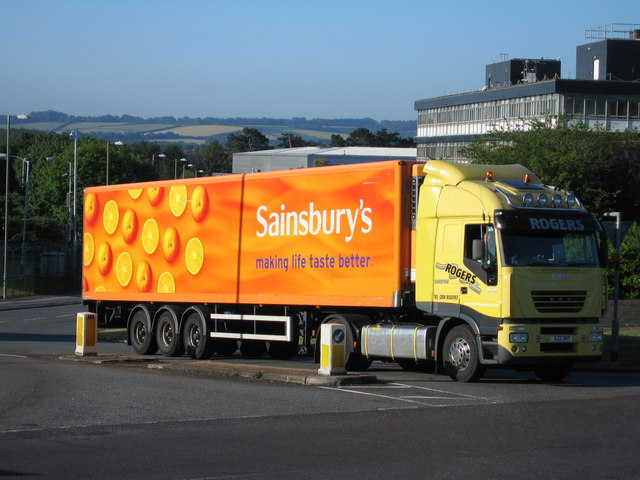
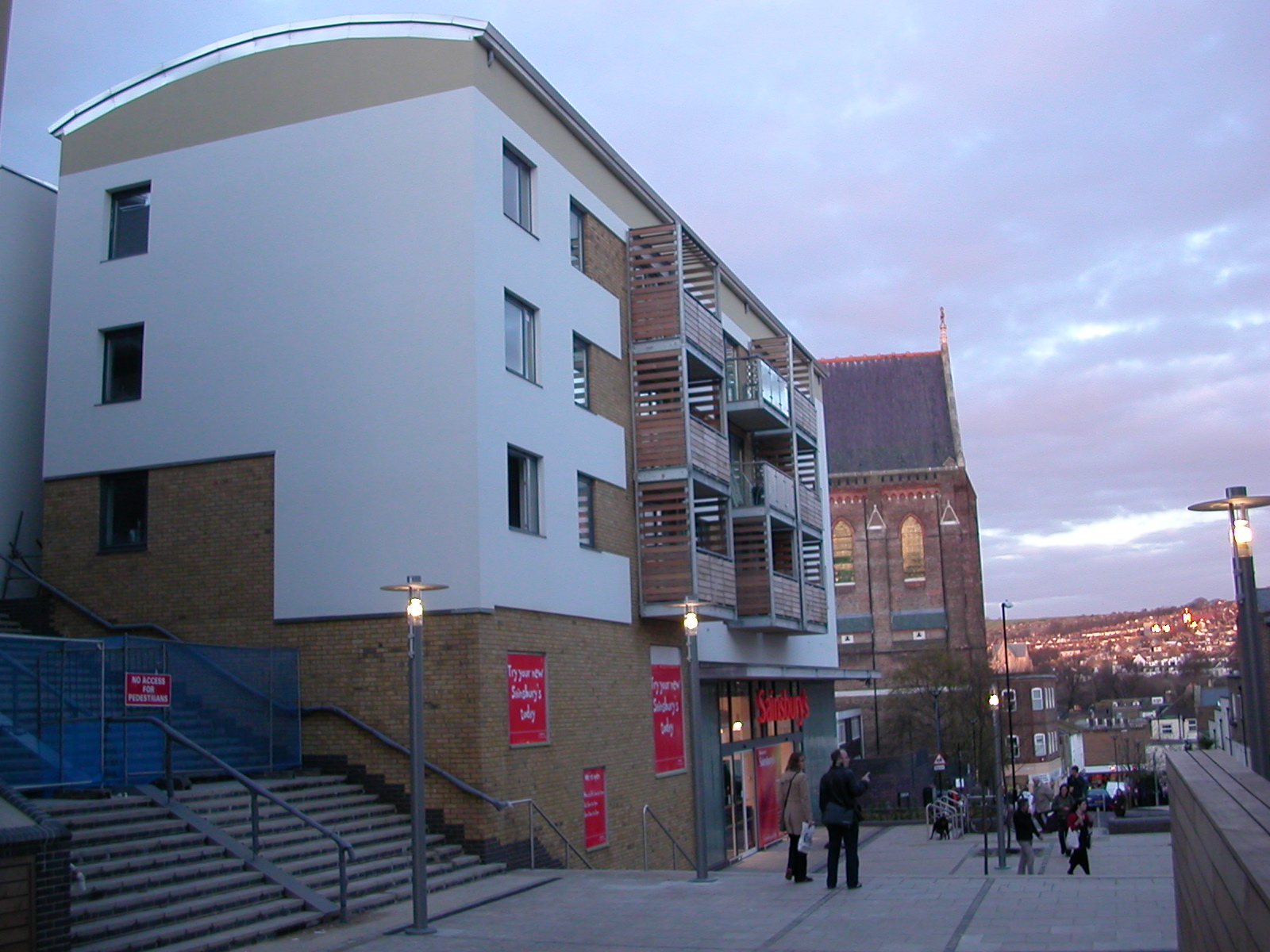
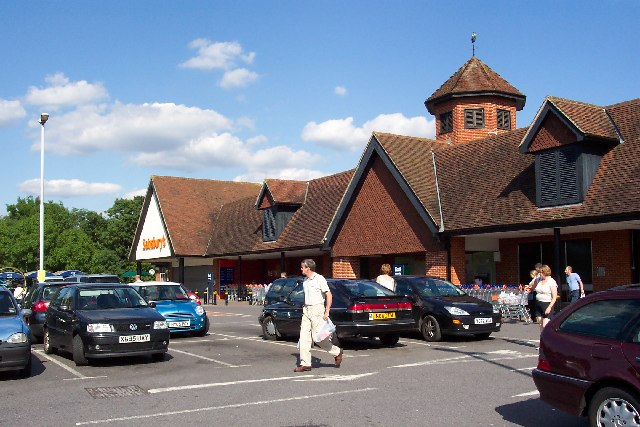
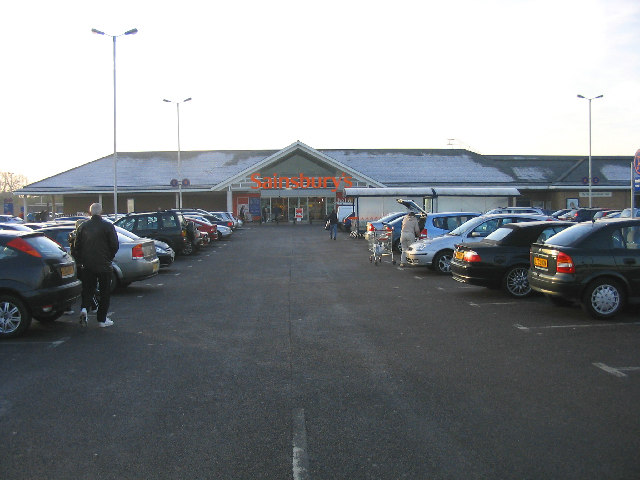
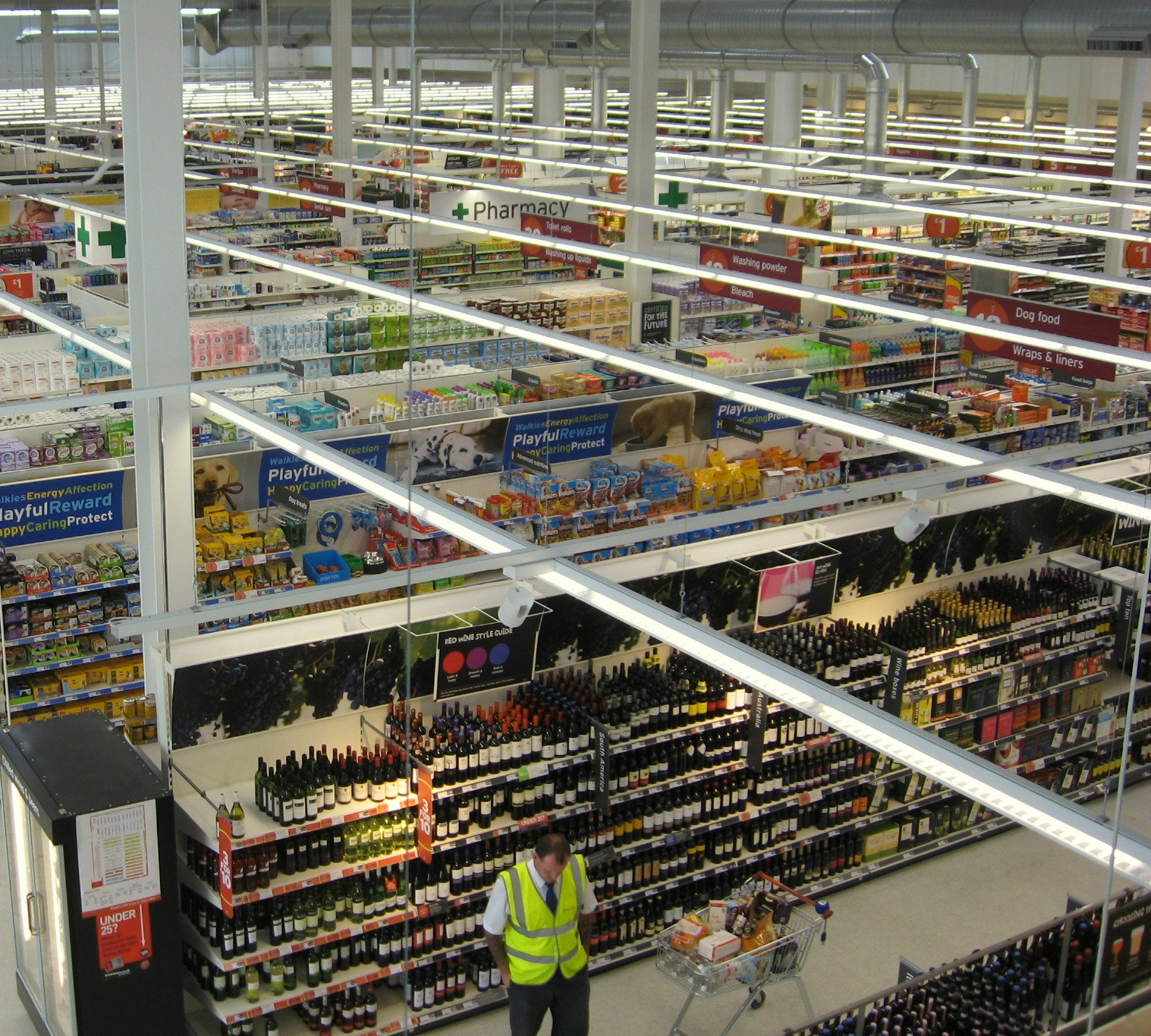
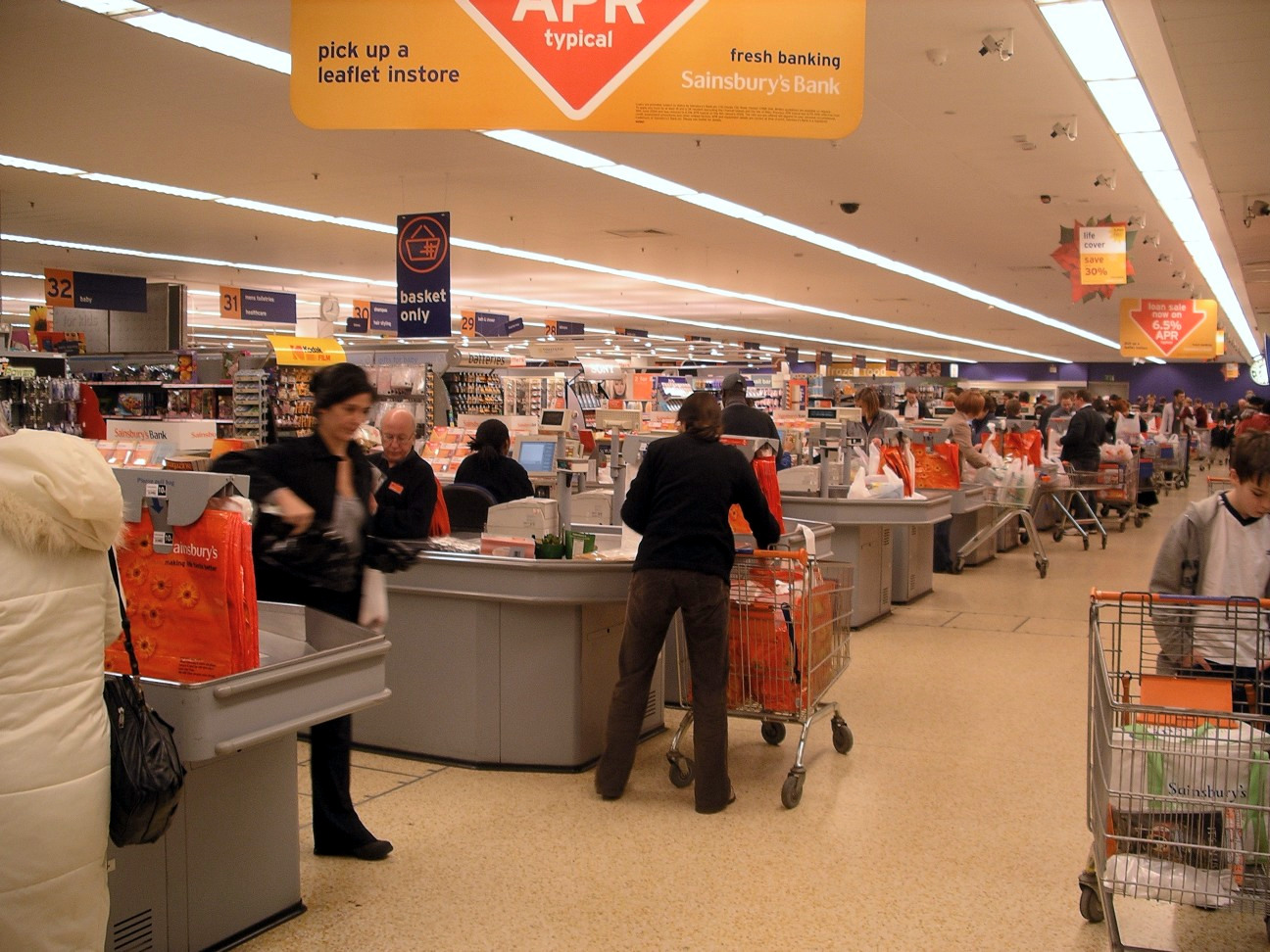
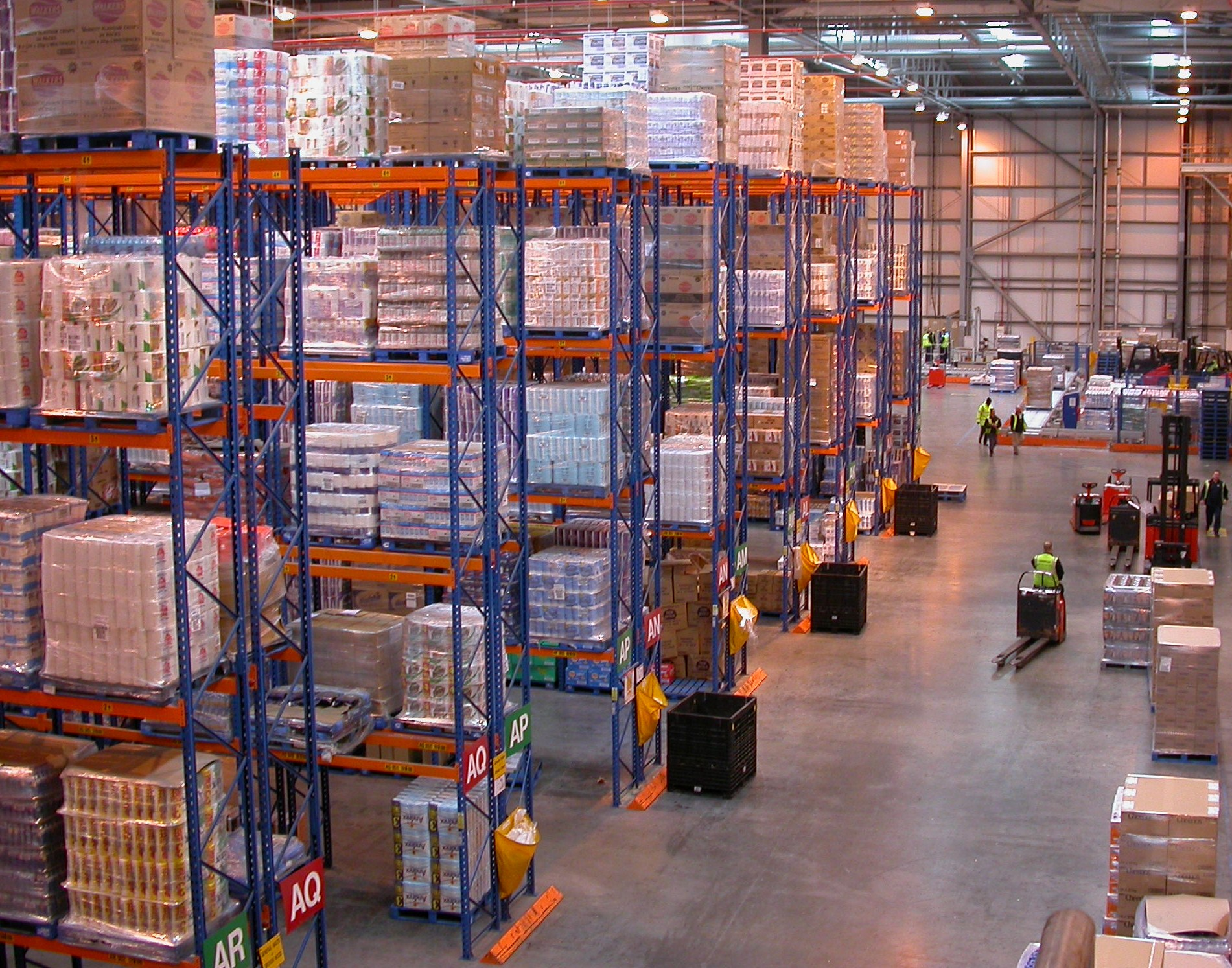
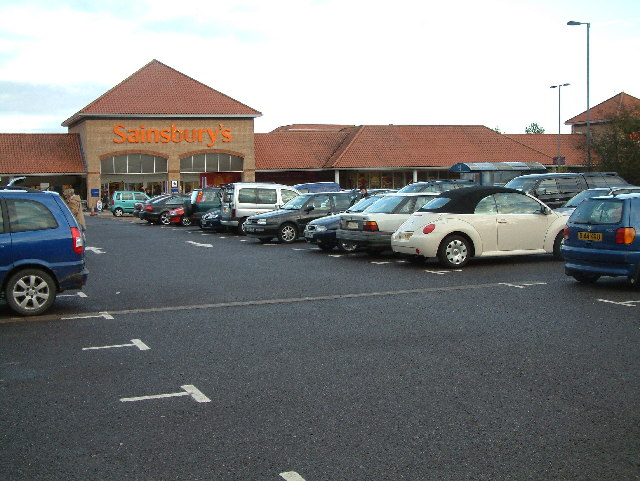